# 文字皴
文字皴是當代表现艺术中新诞生出来的一种技法、一种语言、一种形式。它以中国画皴法為本，根据所绘题材的不同，可以分为文字皴山水、文字皴花鸟、文字皴人物等等。文字皴的主要特点是用许多大小不等的中文字或外文字，比如一首或几首诗词、一篇或几篇短文有机组合在一起，直接以字代头发、衣纹、勾皴、草木树叶等，各类线条不仅是字的轮廓线同时也是画中所绘对象的勾皴线，或疏或密或干或湿或粗或细或浓或淡，既可以用单一的水墨也可以设色。
文字皴与把单个的字形象化如甲骨文以及嵌图的寿字等，有着明显的和本质的区别。